# Нетыкса, Виталий Вячеславович
Вита́лий Вячесла́вович Неты́кса (29 мая 1946, Москва — 3 сентября 2011, Москва) — сотрудник Службы внешней разведки Российской Федерации, генерал-майор, Герой Российской Федерации (2007).

## Биография
Родился 29 мая 1946 в Москве. В 1970 году окончил Московский авиационный институт, получив диплом инженера-механика по двигателям летательных аппаратов.
С 1972 года — сотрудник Управления «С» (нелегальная разведка) Первого главного управления (внешняя разведка) Комитета государственной безопасности (КГБ) при Совете Министров СССР — КГБ СССР — Службе внешней разведки Российской Федерации (СВР России), Первого главного управления Комитета государственной безопасности. После шести лет спецподготовки в совершенстве освоил испанский язык. Обучением его и его жены занималась знаменитая советская разведчица испанка Африка де лас Эрас Гавилан. С 1978 по 1998 год вместе с женой Тамарой Ивановной Нетыкса занимался нелегальной работой за рубежом.
Оба трудились в Латинской Америке.
После того, как В. В. Нетыкса закончил работать за границей, он вернулся в Москву, где продолжил службу в центральном аппарате СВР.
По некоторым данным, в 1996 году благодаря усилиям Виталия Вячеславовича в Москве были предотвращены несколько терактов.
В ноябре 2000 года указом Президента Российской Федерации № 1870сс присвоено звание генерал-майора.
Указом Президента Российской Федерации от 12 июня 2007 года № 740сс за мужество и героизм, проявленные при исполнении служебного долга, Виталию Вячеславовичу Нетыксе присвоено звание Героя Российской Федерации с вручением знака особого отличия — медали «Золотая Звезда».
В июне 2011 года вышел в отставку. Проживал в Москве. Умер 5 сентября 2011 года на 66-м году жизни. Похоронен на Троекуровском кладбище.
28 января 2020 года директор СВР России С. Е. Нарышкин на пресс-конференции в МИА «Россия сегодня» назвал имена российских разведчиков-нелегалов, внёсших своей героической работой весомый вклад в обеспечение безопасности страны и защиту её интересов. Среди названных были Герой Российской Федерации, генерал-майор в отставке В. В. Нетыкса и его вдова — полковник в отставке Тамара Ивановна Нетыкса, а на сайте СВР России были размещены их официальные биографии.
2 ноября 2022 года в Московском авиационном институте была открыта мемориальная доска в память о Виталии Нетыксе.

## Личная жизнь
- Отец — Вячеслав Нетыкса — потомственный дворянин, сын народника, профессор[6].
- Супруга — Тамара (род. 1949) — российская разведчица-нелегал, полковник Службы внешней разведки в отставке.
- Сын и дочь разведчиков родились в заграничных командировках.[7]. Сын Евгений служит командиром воздушного судна в гражданской авиации, дочь Елена работает телеведущей и психологом[1][3].

## Награды
- Герой Российской Федерации (12.06.2007);
- Орден За заслуги перед Отечеством IV степени;
- орден Почёта;
- орден Красной Звезды;
- медали СССР и Российской Федерации.